# Tour de Flores
Die Tour de Flores ist ein indonesisches Straßenradrennen. Das Etappenrennen findet auf der Insel Flores statt.
Erstmals wurde das Radrennen 2016 veranstaltet. Das Rennen gehört zur UCI Asia Tour und ist dort in der Kategorie 1.2 eingestuft.

## Sieger
- 2016  Daniel Whitehouse
- 2017  Thomas Lebas